# Funiculaire Territet – Glion
Le funiculaire Territet – Glion, construit en 1883 à l’initiative de l'hôtelier et entrepreneur Ami Chessex, relie les hauteurs de Montreux aux rives du Léman.

## Parcours
Le funiculaire relie Territet à Glion en effectuant un arrêt intermédiaire sur demande, peu avant la mi-parcours, à l'arrêt « Collonge-Funi », dans Montreux. Le funiculaire est en correspondance en gare aval avec la gare de Territet et en gare amont avec la gare de Glion.
La pente atteint au maximum 57 %. Le tracé de la ligne est rectiligne, les seuls virages sont ceux de l'évitement. Initialement, chaque voiture avait sa propre voie de roulement avec une distance de 1138 mm entre les axes de la voie, de sorte que les deux rails intérieurs n'étaient séparés que de 138 mm, y compris les champignons de rail. Les voies se séparaient en milieu du tracé pour permettre le croisement.

## Technique

### Système de 1883
Le funiculaire à deux voitures fonctionnait comme funiculaire à contrepoids d'eau. La propulsion étant assurée uniquement par l'eau qui est remplie dans le réservoir de la voiture en station amont jusqu'à ce qu'elle soit plus lourde que la voiture en station aval et que les voitures se mettent en mouvement. La vitesse devait être régulée en actionnant le frein de la voiture en descente, car le funiculaire avait tendance à aller plus vite pendant le trajet parce que le poids du câble de la voiture en descente augmentait avec le trajet.
On a utilisé un frein qui fonctionnait sur une roue dentée qui tournait dans une crémaillère de type Riggenbach pour le frein de service et de secours. Peu avant la mise en service, son concepteur Niklaus Riggenbach démontra l'efficacité du frein de la voiture. Il prit place à bord d'une des voitures située à la station supérieure et fit couper le câble de traction qui retenait le véhicule ! Puis, il se laissa glisser toute la descente, régulant sa vitesse en serrant le frein à vis, et entra en douceur dans la station inférieure.

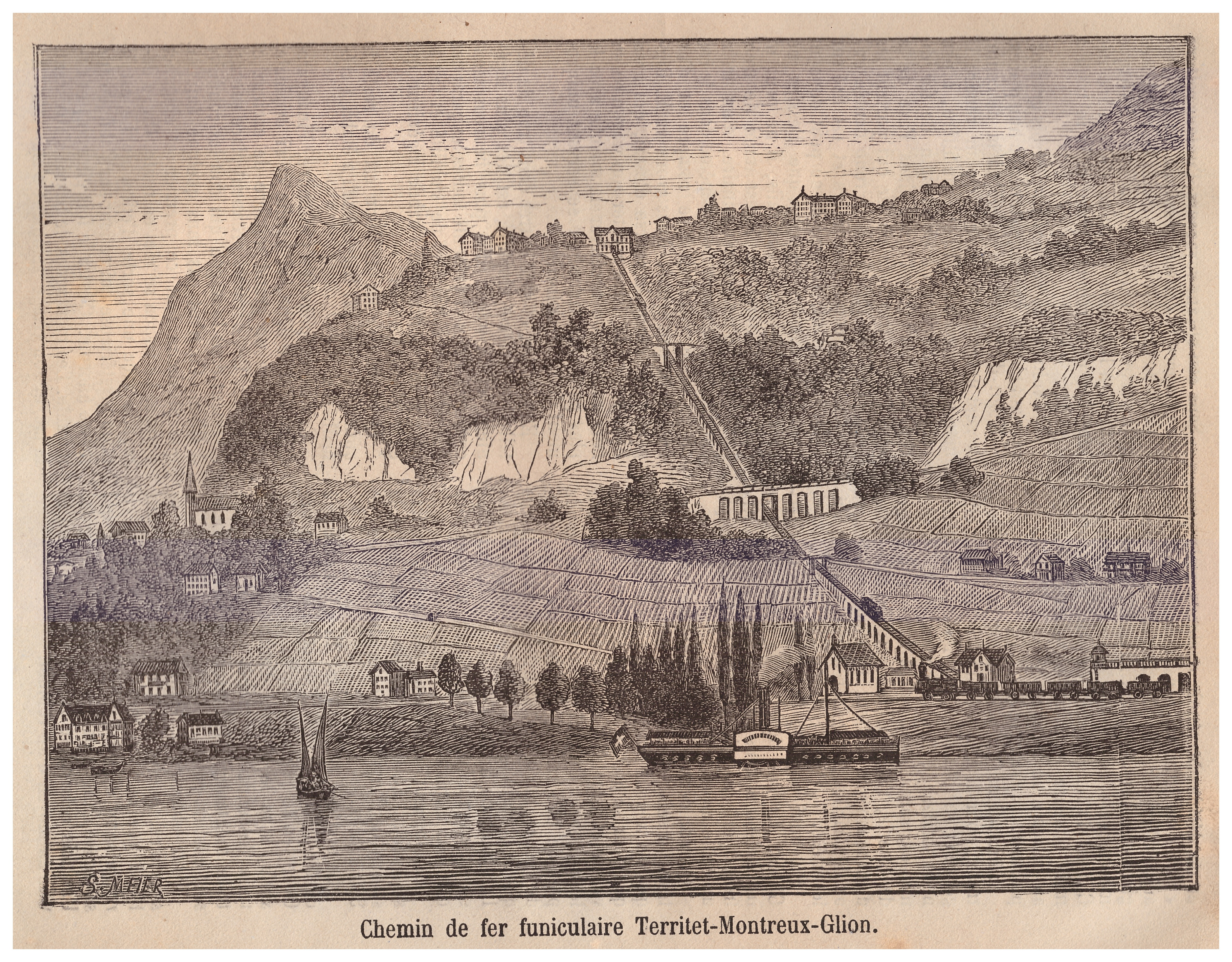
Gravure du Messager Boiteux, 1884
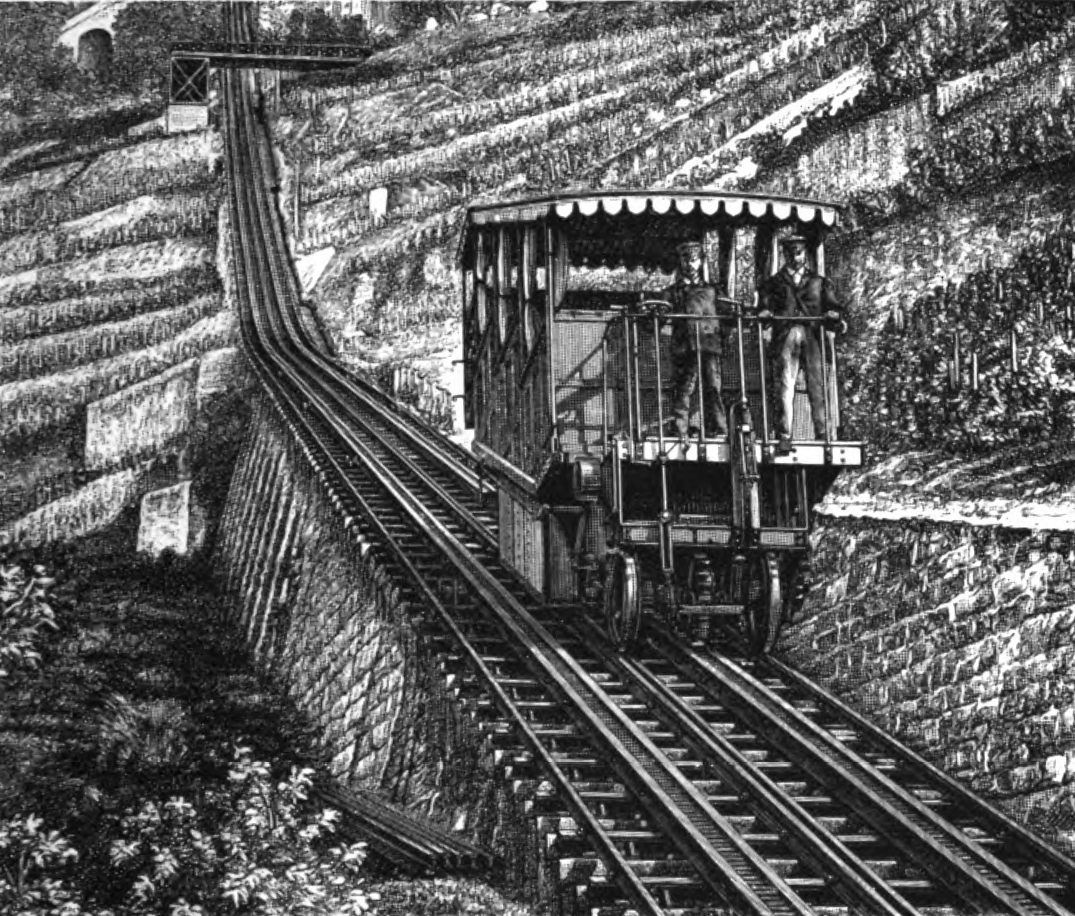
Gravure du Meyers Lexikon, 1885
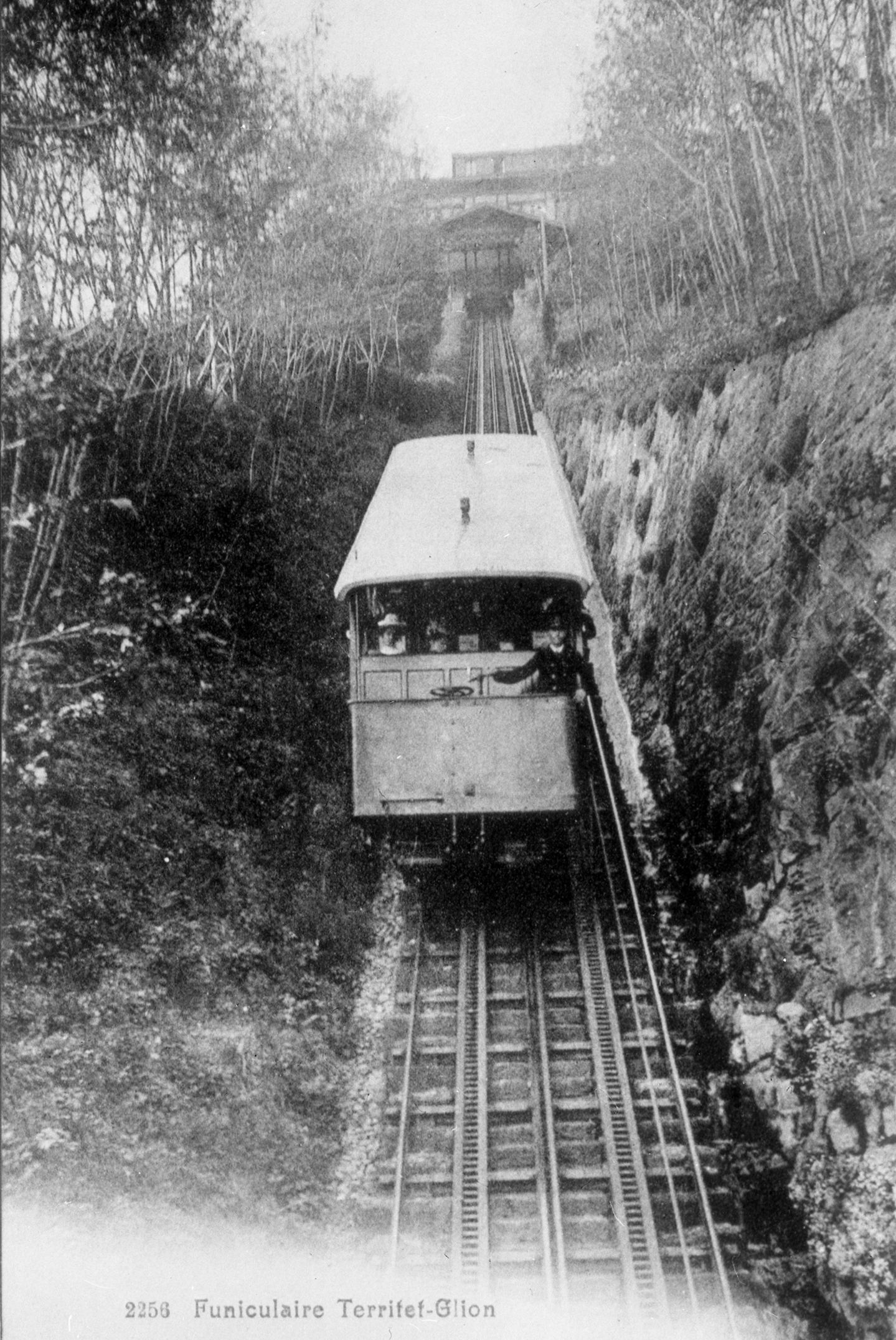
Vers 1900

### Système de 1975
Le système fut transformé à l'entraînement électrique lors de la rénovation de 1975. En même temps le système de voies a été reconstruit, de sorte qu'il n'y a qu'une seule voie commune aux deux voitures avec un évitement Abt en son centre.

### Données techniques[5]
- Longueur exploitée : 632 mètres
- Longueur totale : 637 mètres
- Dénivelé : 300 mètres
- Rampe : de 400 à 570 ‰
- Écartement des rails : 1000 mm
- Rénovations : 1975
- Constructeur : Niklaus Riggenbach

## Galerie d'images

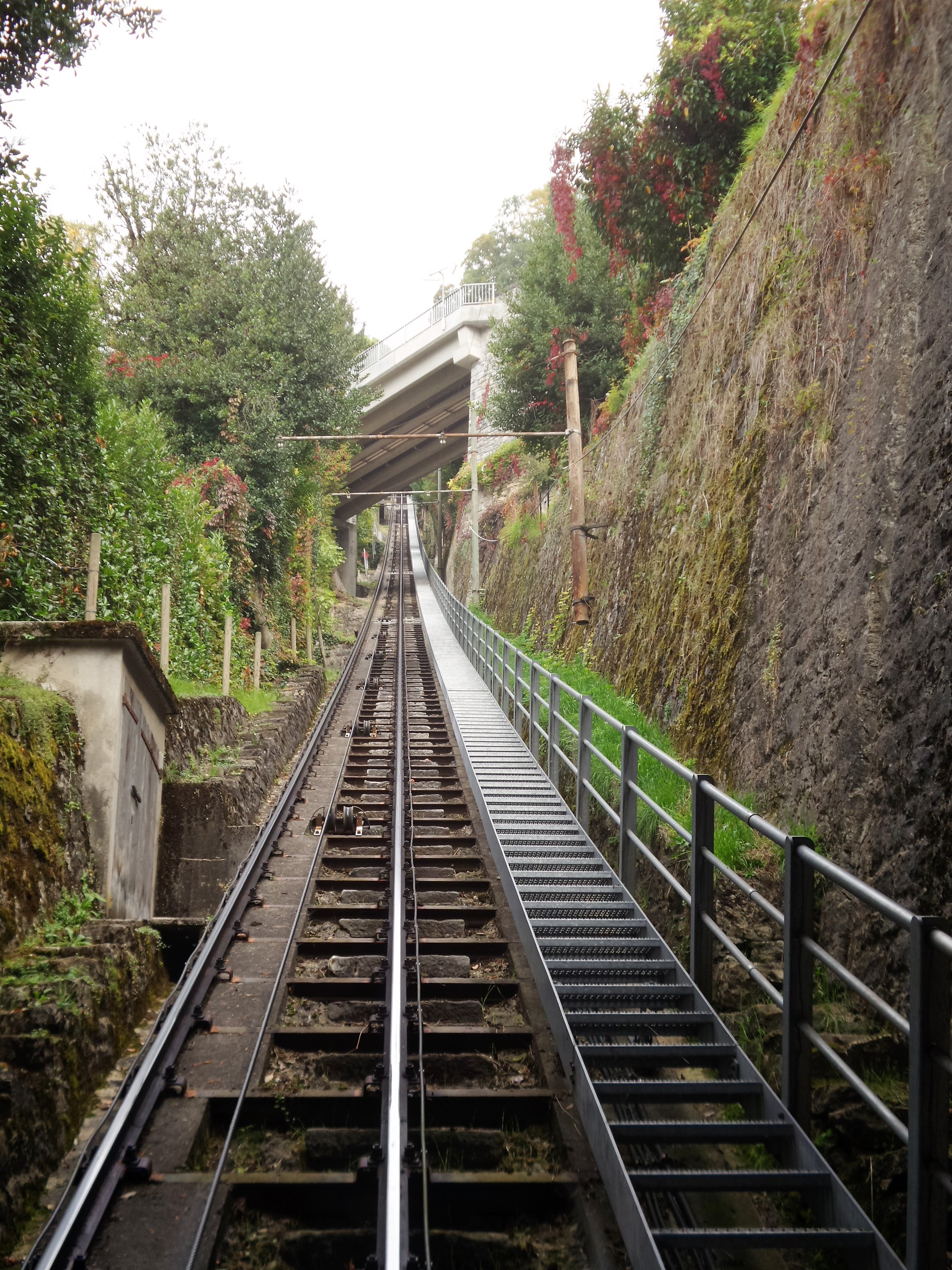
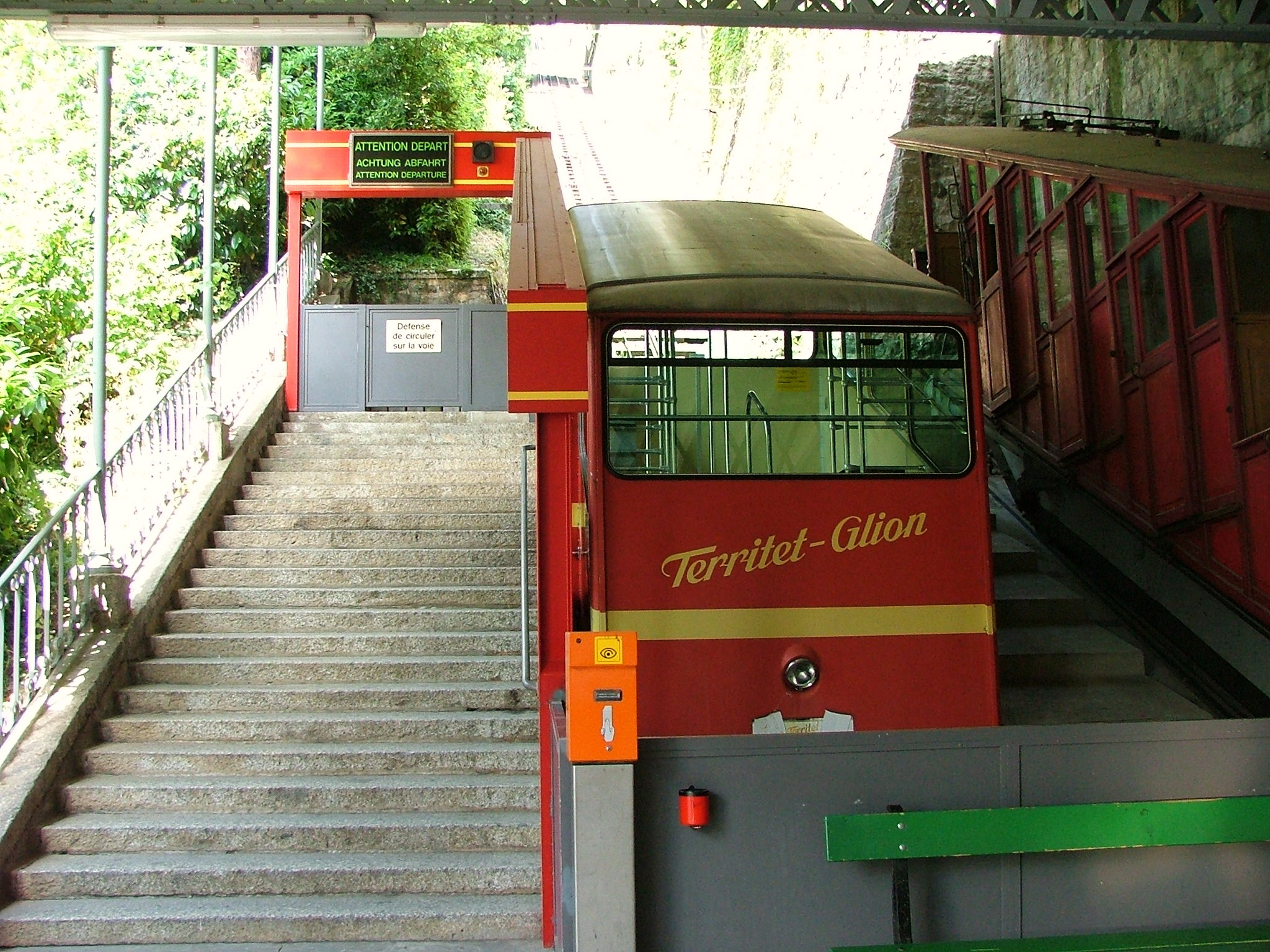
Territet, 2006
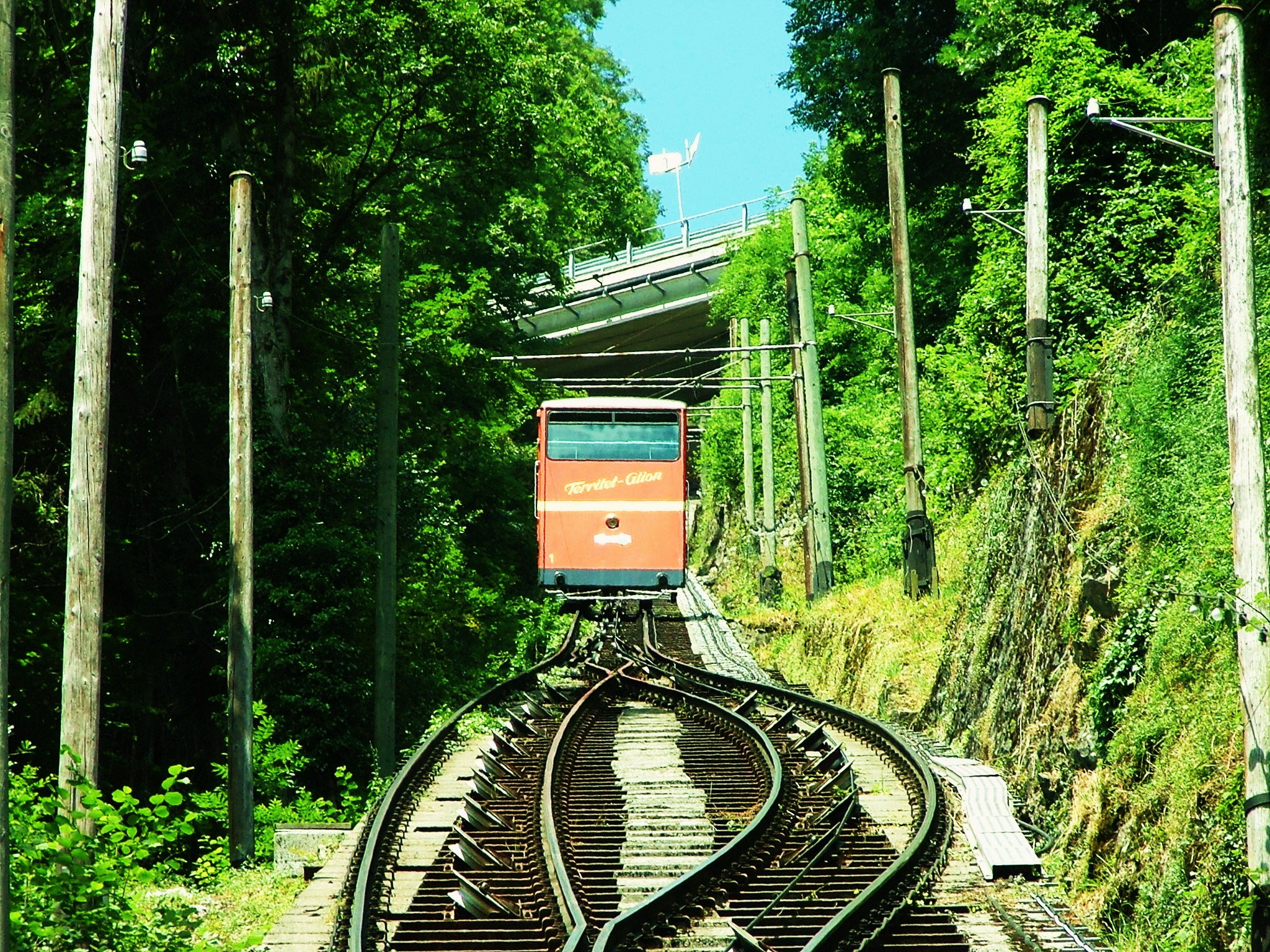
Croisement
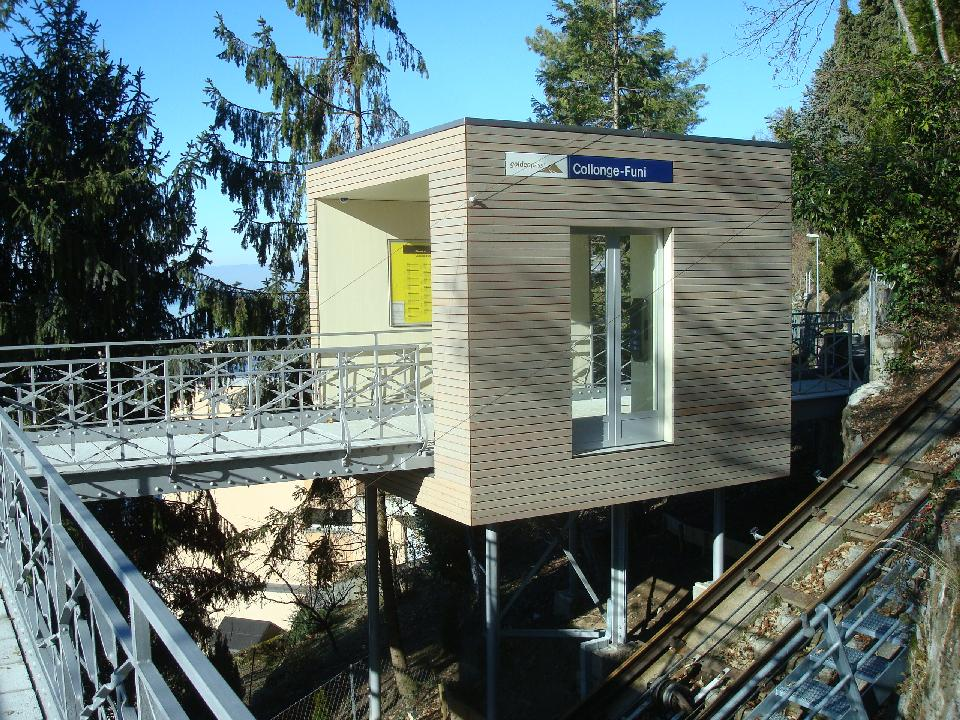
Collonge-Funi, 2010
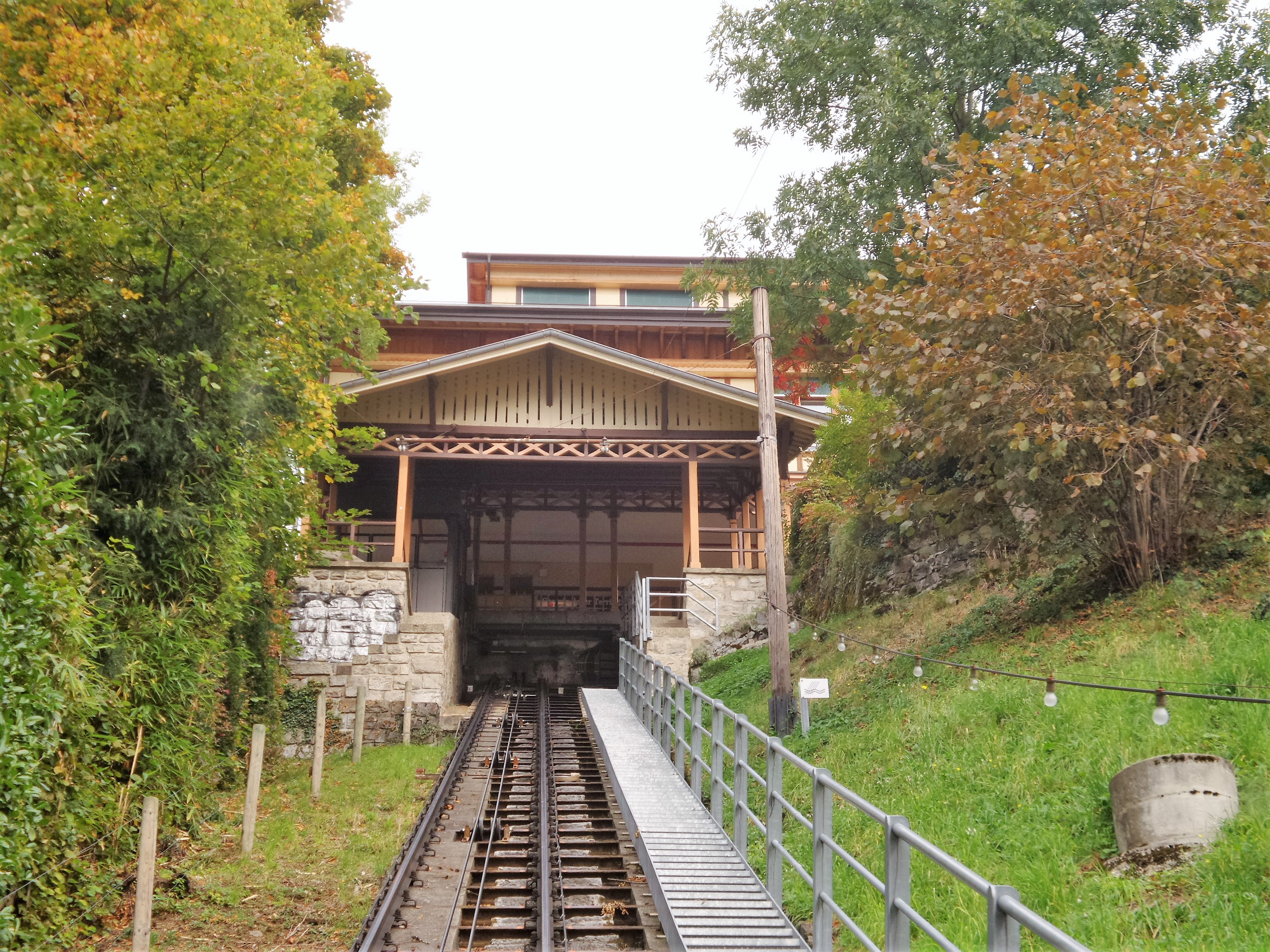
Glion, 2017
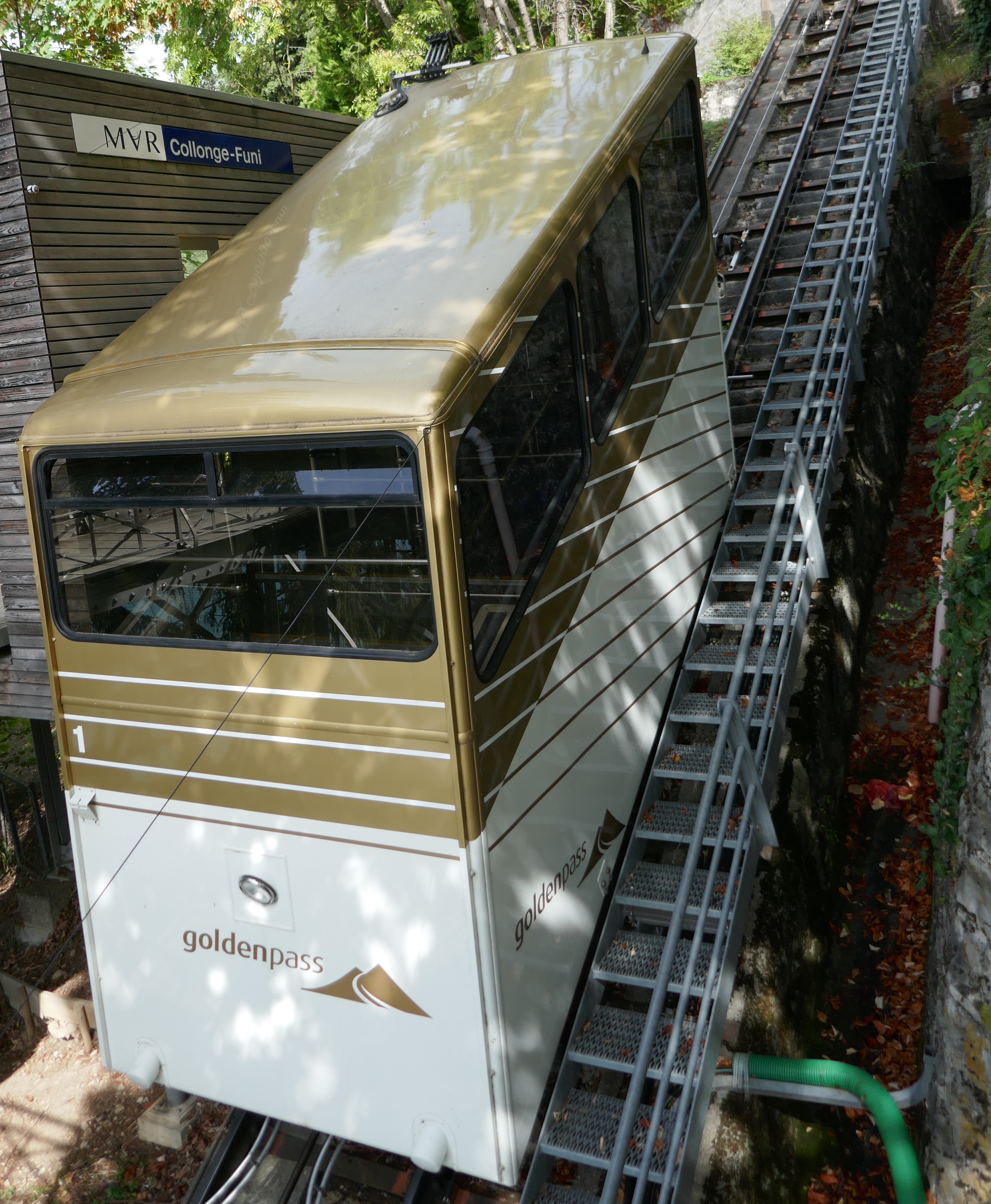
2023
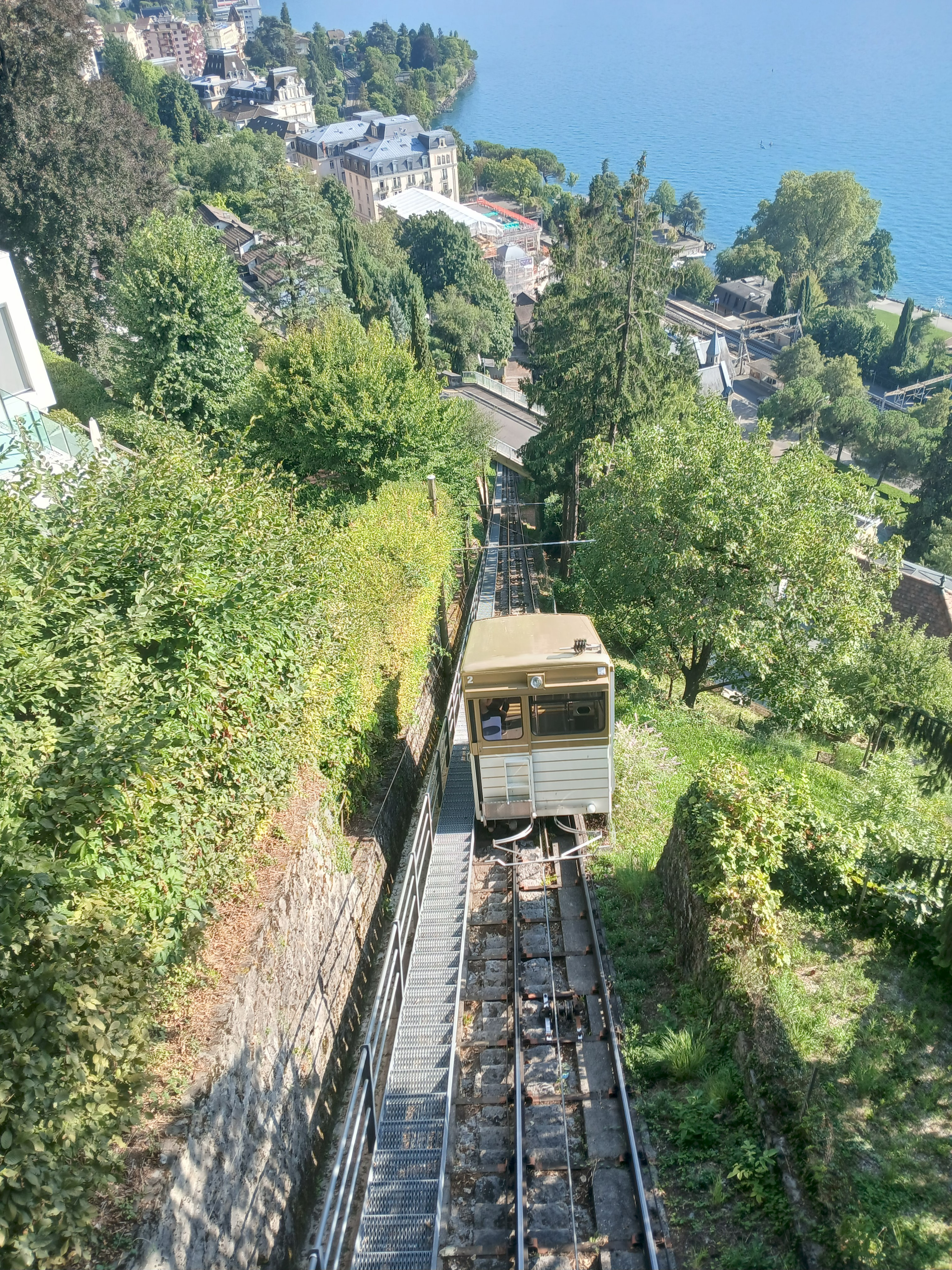
Depuis la station Collonge-Funi, 2025
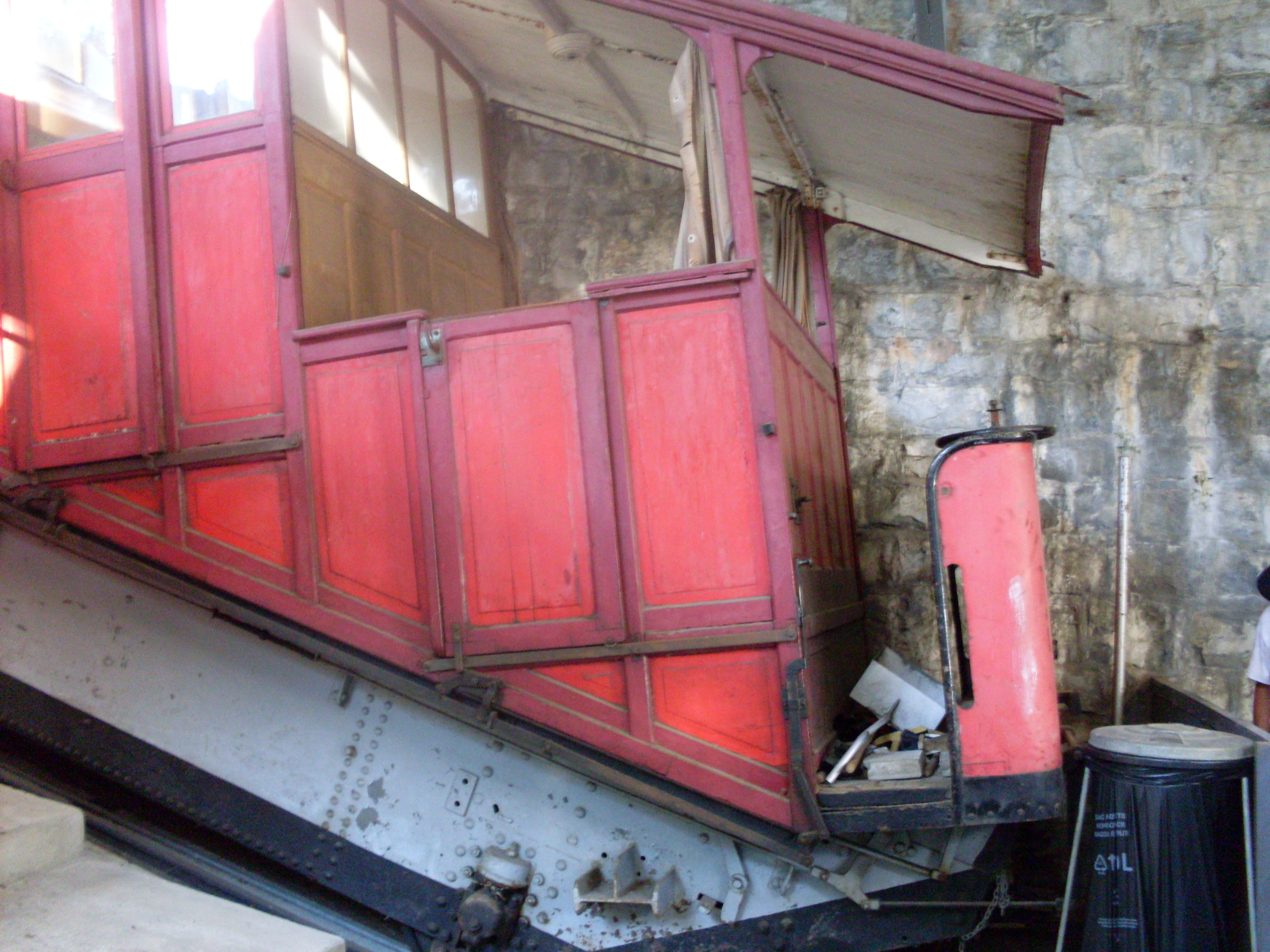
Voiture hors service depuis 1975